# Distretto di Uchumayo
Il distretto di Uchumayo è un distretto del Perù nella provincia di Arequipa (regione di Arequipa) con 10.672 abitanti al censimento 2007 dei quali 9.351 urbani e 1.321 rurali.
È stato istituito fin dall'indipendenza del Perù.